# Doggersbank

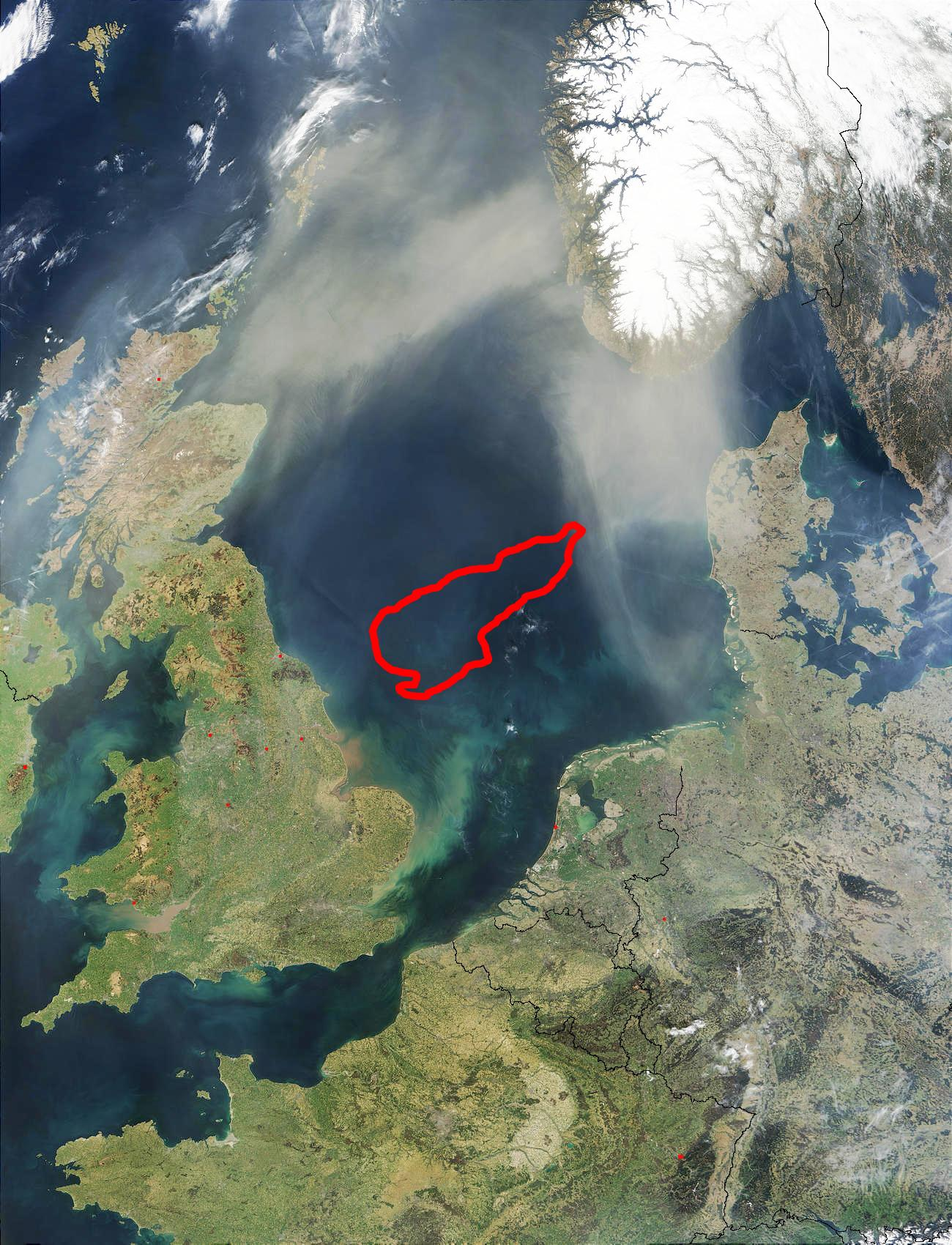
Satellietfoto (NASA) met daarop de Doggersbank rood gemarkeerd

De Doggersbank (ook Doggerbank) is een ondiepte in de Noordzee, ten oosten van Noord-Engeland. De zandbank ligt noordwestelijk ten opzichte van Nederland. De aanduiding 'dogger' is afgeleid van het Middelnederlandse woord 'dogger', dat vissersboot betekende, met name voor de kabeljauwvangst.
De bank is bijna 300 kilometer lang en bevindt zich zowel in het Britse, Deense, Duitse, als Nederlandse deel van het continentaal plat. Hij is ontstaan tijdens de laatste ijstijd. De Doggersbank rijst uit circa 40 meter diep water op tot 13 meter onder de zeespiegel, en is dus circa 27 meter hoog. De bodem bestaat grotendeels uit zand. Ten noorden ervan liggen de Fladengronden.

## Natuur

Natura 2000-gebieden in de Nederlandse EEZ. 2 is Doggersbank

De Doggersbank is paaigebied voor haring, schol en spiering, en is dan ook foerageergebied voor diverse vogelsoorten en voor walvisachtigen.
Sinds 15 juni 2016 is een deel van de Doggersbank in de Nederlandse exclusieve economische zone (EEZ) aangewezen als Natura 2000-gebied. Aan de noordoostkant sluit het Duitse Doggerbank (Naturschutzgebiet) aan op het Nederlandse Natura 2000-gebied. Ondanks de aanwijzing tot Natura 2000-gebied, mocht er in 2024 in het Nederlandse en Duitse deel nog altijd en overal worden gevist, en tast de sleepnetvisserij het zee-ecosysteem aan.
Noot: De Doggersbank is groter dan het Nederlandse Natura 2000-gebied.

## Geschiedenis
Tijdens de Negenjarige Oorlog vond de eerste slag bij de Doggersbank plaats (op 17 juni 1696). Dit was tussen Frankrijk en Nederland. Op 5 augustus 1781 vond bij de Doggersbank een zeeslag plaats tussen het Verenigd Koninkrijk en Nederland, de Slag bij de Doggersbank (1781). Ook in de Eerste Wereldoorlog, op 24 januari 1915, vond daar een zeeslag plaats: nu tussen Engelsen en Duitsers, de Slag bij de Doggersbank (1915). In 1904 vond er het Doggersbank-incident plaats. Daarbij beschoten Russische oorlogsschepen van de Oostzeevloot, onderweg naar de Russisch-Japanse Oorlog, Britse vissersschepen in de veronderstelling dat het Japanse torpedobootjagers betrof.
In 1931 vond er nabij de Doggersbank de krachtigste aardbeving van het Verenigd Koninkrijk plaats, met een kracht van 6,1 op de schaal van Richter.

## Doggersbank als eiland
De Doggersbank werd door de relatief hogere ligging dan de directe omgeving na het laatste glaciaal (Weichselien) door de zeespiegelstijging voor enige tijd een (of meer) eiland(en). Door verdergaande zeespiegelstijging verdween dit eilandgebied tijdens het Vroeg Holoceen onder water.
Van de Doggersbank wordt vaak gedacht dat door de zeespiegelstijging veel dieren die op de eilanden geleefd zouden hebben niet meer konden ontsnappen en massaal verdronken. De vele botten van landzoogdieren die door vissers aangetroffen worden, zouden daarvan getuigen. Biologisch en geologisch is dit echter een zeer onwaarschijnlijk scenario. Dieren die hier geleefd hebben zullen met de terugtrekkende kust meegegaan zijn. De dieren die eventueel op eilanden achterbleven zullen door voedselgebrek verdwenen zijn. Een aantal soorten, zoals de wolharige mammoet, kon net als alle olifanten zwemmen en zal zich op die wijze van de eilanden naar het vasteland verplaatst hebben. Het plaatselijk voorkomen van veel fossiele botten kan tafonomisch goed verklaard worden. De oorspronkelijk verspreid liggende botten zijn door golfwerking van de zee naderhand geconcentreerd. Dit is een algemeen maar lokaal verschijnsel, waardoor het lijkt of er op de bewuste plaats heel veel dieren zijn omgekomen. Dat is dus alleen schijnbaar het geval.

### Plannen TenneT voor kunstmatig eiland op de Doggersbank
In juni 2016 presenteerde TenneT plannen om op de Doggersbank een kunstmatig eiland van enkele vierkante kilometers aan te leggen om van daaruit de bouw van windmolenparken in de omgeving te ondersteunen, met een gezamenlijke opwekkingsvermogen van 9000 megawatt. Ook zou het eiland als schakelpunt kunnen dienen voor stroomkabels tussen de hoogspanningsnetwerken van de verschillende Noordzeelanden, waaronder Nederland, Denemarken, Duitsland, Engeland en Schotland. De technische inrichtingen op het eiland zouden dienen zowel voor de distributie en opslag van windenergie als voor stroomhandel tussen deze landen. Het project heeft de naam North Sea Wind Power Hub. TenneT werkt hiervoor samen met de Deense netbeheerder Energinet.